# 세계자연보전총회
세계자연보전총회(World Conservation Congress. 약칭 WCC)는 국제자연보전연맹(國際自然保護聯盟, IUCN, International Union for Conservation of Nature and Natural Resources)이 환경 문제를 해결을 위해 하는 4년마다 개최하는 회의이다. 비영리 단체로는 유일하게 국제 연합의 옵저버 자격을 가지고 있는 국제자연보전연맹의 회원총회로 시작된 환경분야의 가장 권위있는 회의이다.

## 2012년 세계자연보전총회
2012 세계자연보전총회는 제5회 총회로 2012년 9월 대한민국의 제주에서 개최되는 지구촌 환경회의로 1948년 최초 회의가 개최된 이래 60여년의 총회 역사상 처음으로 동북아 지역에서 열린다. 2012년 9월6일부터 15일까지 10일간 제주 ICC(국제컨벤션센터)에서 열린다. 세계자연보전총회는 2012년은 생물다양성협약, 유엔기후변화협약, 리우협약 등이 채택된 지 20년이 된 중요한 시점으로 기존 협약에 대한 평가와 새로운 미래 환경 정책에 대한 비전 제시가 필요하다.

### 정보
- 개막식: 2012. 9. 6
- 세계보전포럼: 2012. 9. 7 ~ 9. 11
- 회원총회: 2012. 9. 8 ~ 9. 15
- 폐막식: 2012. 9. 15
- 장 소: 제주 국제 컨벤션 센터 ICC Jeju
- 주 제: 자연의 회복력(Resilience of nature)
- 로 고: 자연보전의 가치확산을 꽃 피우다
- 활짝 핀 꽃의 형상에서 자연보전의 가치확산을 상징하는 총회로고는 희망의 확산을 표현하는 모습으로, 꽃잎의 겹침은 보전과 공유, 상생과 협력을 의미하며, 전통문양과 색상을 통해 동아시아 문화와 이번 총회가 열리는 한국의 아름다움을 나타내고 있다.

### 자연 그리고 nature+
- 총회 공식 슬로건인 '자연+(nature+)'는 자연이라는 커다란 틀 안에 이와 관련된 다양한 이슈로의 자유로운 확장을 의미하고 있다. +가 가지고 있는 여러 가지 의미들, 긍정(positive), 더욱(move), 더 나은(better), 부가가치(added value)등은 5개의핵심주제와 관련된 논의를 자연이라는 틀 안에 보다 다양하고 자유롭게 펼쳐 질 수 있는 기회를 제공하여 총회의 성장 가능성을 더욱 높여주고 있다.

- 총회 로고의 꽃잎 색상은 5개 주제를 상징하는데 빨강은 지속가능 청청 에너지, 보라는 인류의 참살이, 파랑은 자연보전, 녹색은 녹색경제, 노랑은 온실가스 저감을 의미

- 생물다양성 (biodiversity): 종 및 개체군 다양성, 유전적 다양성, 생태계 다양성

- 기후변화 (climate change): 온실가스 저감, 기후변화 적응방안

#### 지속가능한 에너지 (substainable energy)
- 지속가능한 에너지자원으로의 빠른 전환
- 대체에너지 개발에 따른 자연 및 생물다양성 영향 저감
- 정부, 회사, 사회의 생물다양성 위협 저감을 위한 에너지정책

#### 참살이 (human well-being)
- 자연보전과 미래 인류의 관계
- 효과적인 자연환경 관리와 비용효율적인 식량안보 해결
- 자연자원 이용에 관한 갈등 해결

#### 녹색경제 (green economy)
- 생물다양성과 생태계의 경제적 의의
- 친환경 경제를 위한 전문지식 및 전문가 제공
- 지속가능한 녹색경제모델

### 미래 환경정책의 새로운 이정표
- 2012 WCC는 180여개국 10,000여명이 참석하는 범지구적 규모
- 친환경 녹색성장, 기후변화정책 등, 국내 정책의 국제적인 위상 정립과 공감대 형성
- DMZ, 백두대단 보전, 황사 등 국내 주요 환경이슈의 세계적 논의 도출
- 제주 선언문 채택을 통한 환경분야의 국제적 영향력 확대

### 첨단 IT기술 기반의 친환경 총회
- 전기자동차, 천연가스버스 등 친환경 교통 수단 운영
- 탄소상쇄기금(Carbon offset fund) 조성 운영
- 제주 컨벤션 센터 내 친환경 태양광 발전 에너지 시스템 운영
- IT기술 구현으로 페이퍼리스(paperless)총회 운영
- 자연 친화적 생태 관광 프로그램 운영

### 학술 행사에서 모두 함께 즐기는 환경축제
- 학계, 문화, 예술, 산업계 등 전 국민이 참여하는 환경축제
- 한국 문화와 전통 예술의 우수성 홍보 기회
- 세계자연유산, 생물권보전지역, 세계지질공원 등 국제인증 보호지역 3관왕 제주도 인지도 확대